# Roskilde Festival 2004
Roskilde Festivalen blev i 2004 afholdt fra den 27. juni til den 4. juli. 
Festivalen i 2004 bliver husket som en af de mest mudrede nogensinde. Desuden aflyste hovednavnet David Bowie, fordi han havde gennemgået en akut hjerteoperation . 

## Musikgrupper
- !!! (US)
- Afel Bocoum (MALI)
- Alias, Anticon Presents (US)
- Amber (DK)
- Amparanoia (E)
- Audio Bullys (UK)
- Avril Lavigne (CAN)
- Baba Zula (TUR)
- Bajofondo Tangoclub (ARG)
- Basement Jaxx (UK)
- Beenie Man (JAM)
- Ben Harper & The Innocent Criminals (US)
- Bergman Rock (S)
- Bermuda Triangle (N)
- Billy Talent (US)
- Blackalicious (US)
- Blonde Redhead (US)
- Blue Foundation (DK/UK/JAP)
- Boom Bip (US)
- Broken Social Scene (CAN)
- The Bug (UK)
- Bugge Wesseltoft (N)
- Cheikh Lô (SEN)
- Chords (S)
- Cloroform (N)
- DJ Danger Mouse (US)
- David Bowie (UK) (Aflyst)
- Definite (N)
- Diaz (N)
- Diefenbach (DK)
- Dizzee Rascal (UK)
- Dosh (US)
- Dropkick Murphys (US)
- Duoud (ALG/F)
- Ekkehard Ehlers (D)
- Electrelane (UK)
- Epo-555 (DK)
- Fatboy Slim (UK)
- Favelachic (DK)
- Fermin Muguruza Kontrabanda (E)
- The Fiery Furnaces (US)
- Floris (NL)
- Franz Ferdinand (UK)
- F.U.K.T. (DK)
- Geeza (DK)
- Gisli (DK)
- Gnawa Diffusion (MAR/F/ALG)
- Go Home Productions (UK)
- Graham Coxon (UK)
- Habib Koite (MALI)
- Hasna el Becharia (ALG)
- Hatebreed (US)
- The Hells (US)
- Herencia (VEN)
- The Hives (S)
- I Am Kloot (UK)
- Iggy & The Stooges (US)
- Ill Nino (US)
- Infusion (AUS)
- Instinkt (DK)
- Jaipur Kawa Brass Band (IND)
- Jamie Lidell (UK)
- Jesse Sykes (US)
- Jokeren (DK)
- Jomi Massage (DK)
- Joss Stone (UK)
- Karl Bartos (D)
- Kings of Leon (US)
- Kira & The Kindred Spirits (DK)
- KoRn (US)
- DJ Krush (JAP)
- Laakso (S)
- Lady Saw (JAM)
- Laidback Luke (NL)
- Lali Puna (D)
- LFO (UK)
- LifeSavas (US)
- Louie Vega and his Elements of Life (US)
- Love Shop (DK)
- Luke Vibert (L)
- Lupus (DK)
- Lyrics Born (US)
- Mapstation (D)
- Martin Ryum (DK)
- The Matthew Herbert Big Band (US)
- Meshuggah (S)
- Mevadio (DK)
- Michael Franti & Spearhead (US)
- Mnemic (DK)
- Money Your Love (DK)
- Morbid Angel (US)
- Morrissey (UK)
- The Movement (DK)
- Murcof (MEX)
- Muse (musikgruppe) (UK)
- Mustasch (S)
- Nephew (DK)
- N*E*R*D (US)
- Niarn (DK)
- Noxagt (N)
- Numb (JAP)
- Otto (BRA)
- Oumou Sangare (MALI)
- Ozy (DK/ISL)
- Passage (US)
- Petrona Martinez (COL)
- Pixel (DK)
- Pixies (US)
- Pluramon feat. Julee Cruise (D/US)
- Powersolo (DK)
- Prince Po(etry) (US)
- Promoe (S)
- Puppetmastaz (D)
- The Quantic Soul Orchestra (UK)
- Raised Fist (S)
- Ralph Myers and the Jack Herren Band (N)
- Redrama (FIN)
- The Renegades of the Game Boxen (A/S)
- Rent Mel (DK)
- Restiform Bodies (US)
- Ricochets (N)
- The Royal Danish Opera (DK)
- DJ S.W. (NL)
- Sage Francis (US)
- Sahara Hotnights (S)
- Sami Koivikko (FIN)
- Santana (US)
- Savath & Savalas + Prefuse 73 (US/E)
- Saybia (DK)
- Scissor Sisters (UK)
- Scratch Perverts (UK)
- The Shins (US)
- Silver (N)
- Silverio Pessoa (BRA)
- Simple Kid (IRL)
- Slipknot (US) (ikke på plaketen, erstatning for David Bowie, da han aflyste)
- Slow Train (DK/UK)
- Sly & Robbie Taxi Gang feat. Bunny Rugs (JAM)
- Soilwork (S)
- The Solution (S/US)
- Sportfreunde Stiller (D)
- Sutrapumo (DK)
- Swan Lee (DK)
- Syntax (UK)
- DJ Talkback (DK)
- Tartit (MALI)
- Teitur (FO)
- Thomas Dybdahl (N)
- Tiger Tunes (DK)
- Tim Christensen (DK)
- Tina Dickow (DK)
- Traening (DK)
- TV on the Radio (US)
- Ty (UK)
- Under Byen (DK)
- The Untamed (DK)
- Vive la Fete (B)
- The Von Bondies (US)
- Wibutee (N)
- Wire (UK)
- Within Temptation (NL)
- Wu Tang Clan (US)
- Wynona (DK)
- Wäldchengarten (DK)
- Yerba Buena (CUBA)
- Zero 7 (UK)
- Östermalm (S)